# Fantoma și Molly McGee
Fantoma și Molly McGee (în engleză The Ghost and Molly McGee) este un serial de televiziune animat american de comedie supranaturală creat de Bill Motz și Bob Roth pentru Disney Channel. Produs de Disney Television Animation, serialul a fost difuzat de pe 1 octombrie 2021 până pe 13 ianuarie 2024.
Un sneak peek al piesei de deschidere a serialului a fost difuzat pentru prima dată pe 1 mai 2021, în timpul evenimentului „Halfway to Halloween” al canalului, urmată de premiera seriei pe 1 octombrie 2021. Pe 31 august 2021, cu mai mult de o lună înaintea premierei, serialul a fost reînnoit pentru un al doilea sezon, care a avut premiera pe 1 aprilie 2023.
Premiera în România a avut loc pe 14 martie 2022 pe Disney Channel.

## Descrierea
Pe Tărâmul Oamenilor, Molly McGee, o fată optimista în vârsta de 13 ani ajunge în noul ei oraș natal, Brighton, doar pentru a descoperi că noua ei casă este deja ocupată de o fantomă morocănosă pe nume Scratch. Scratch o blestemă pe Molly în încercarea de a o speria și de a o face să părăsească casa; cu toate acestea, acest lucru se întoarce împotriva lui, legându-l pentru totdeauna de ea. Deși inițial este antagonic față de ea, Scratch se deschide către Molly cu timpul, iar prietenia lor se întărește. Cei doi trec împreună în aventuri ciudate și se ajută unul pe celălalt la bine și la rău.
În cel de-al doilea sezon, Scratch este numit noul președinte al Consiliului Fantomelor , în timp ce o familie de vânători de fantome, Chens, se mută vizavi de familia McGee și ei trebuie să păstreze secretă existența fantomelor în timp ce încearcă să-și mențină prietenia.

## Personaje

### Principale
- Molly McGee - este o fată optimistă de 13 ani care trăiește pentru a face lumea un loc mai bun, descriind-o drept „bucurificare”. Tatăl ei, Pete, este un urbanist, forțându-și familia să se mute mult de-a lungul vieții, până când în cele din urmă au decis să se stabilească în „casa lor permanentă” în Brighton, unde la cunoscut pe Scratch. Mai târziu își face o prietenă umană la școală pe nume Libby, care în cele din urmă află despre existența lui Scratch în episodul „Păstrăm secretul”. De asemenea, este îndrăgostită de Ollie, un băiat din vecini de vârsta ei, căruia îi place de ea la fel de mult, dar face parte dintr-o familie de vânători de fantome. În cele din urmă, ea îl ajută să învețe să aibă încredere în fantome în episodul „Spaimele Nopții în Oraș”. În finalul sezonului 1, „Molly vs. Lumea Fantomelor”, ea descoperă cum să-și separe sufletul de trup ca un spirit, și  în această formă este capabilă să aducă bucurie în orice atinge în Lumea Fantomelor. În episodul „Afară din Casă și de Acasă/Acasă e unde ți-e Fantoma”, blestemul care îi lega pe ea și pe Scratch împreună a fost rupt (pentru că familia ei s-a mutat temporar din casă), dar cei doi rămân prieteni buni.
- Scratch - este o fantomă morocănosă care s-a blestemat accidental să fie alături de Molly pentru totdeauna. El nu este văzut de niciun om, cu excepția familiei McGee, Libby (din „Păstrăm secretul”) și Ollie (din „Spaimele Nopții în Oraș”). Sarcina lui era să sperie oamenii așa cum i-a fost desemnat de Consiliul Fantomelor (până la „The Jig Is Up/Molly vs. The Ghost World”), dar îi plăcea să-și petreacă timpul cu Molly în schimb. Scratch strălucește un cyan fluorescent în timp ce este vizibil, dar este capabil să se facă invizibil după bunul plac, precum și să-și schimbe înfățișarea după bunul plac și să denatureze mediul înconjurător, de obicei pentru a speria oamenii. El are, de asemenea, capacitatea de a se teleporta între Tărâmul Oamenilor și Tărâmul Fantomelor după bunul plac. În „Out of House and Home/Home is Where the Haunt Is”, după ce familia McGee este forțată să părăsească casa, el și Molly nu mai sunt blestemați împreună, dar Scratch rămâne în continuare cu familia McGee după ce se mută înapoi. În sezon 2, Scratch este numit noul Președinte al Lumii Fantomelor datorită acțiunilor lui Molly din finalul sezonului 1. Are și un prieten fantomă pe nume Geoff, care îl enervează la început, dar în cele din urmă Scratch învață să-l placă. În finalul seriei, „The End”, se dezvăluie că Scratch este de fapt spiritul unui om pe nume Todd Mortenson și, în cele din urmă, decide să se întoarcă la viața lui umană și să călătorească prin lume, și se reunește cu prima lui prietenă, Adia. Williams.
- Pete McGee - este tatăl irlandez al lui Molly și Darryl, soțul lui Sharon, membru al Consiliului Local, inginer civil și fost patinaj pe artistic. Pete sa căsătorit cu Sharon cu o nuntă neoficială. El tinde să se comporte prost uneori, dar are intenții bune.
- Sharon McGee (născută Suksai) - este mama thailandeză a lui Molly și Darryl și soția lui Pete. Sharon sa căsătorit cu Pete cu o nuntă neoficială. Inițial a avut o relație tensionată cu mama ei, bunica Nin, dar au început să se înțeleagă mai bine, începând cu „Cele mai Nin-tenții”. Venitul ei provine din comisioane dintr-o aplicație numită Gig-Pig. Ea visează să devină artistă.
- Darryl McGee - este fratele mai mic neastâmpărat al lui Molly. Darryl are o tarantula pe nume Heidi Hairylegs și susține că are legături auto numindu-se „un om cu multe legături”. După sora sa, el este al doilea personaj văzut că devine un wraith în „Darryl la Dublu, Pericol la Dublu”.
- Libby Stein-Torres - este cea mai bună prietenă umană a lui Molly. Libby are o dragoste pentru țestoase. Ea suferă frecvent de comedie slapstick, deoarece se arată a fi destul de ghinionistă. Libby își ascunde capul în gulerul turtleneck când este agitată. Ea știe multe despre personalități istorice, deoarece sunt oameni care au murit cu mult timp în urmă. Libby nu era conștientă de prezența lui Scratch până la episodul „Păstrăm secretul”, când a aflat despre existența acestuia, iar mai târziu, s-a împrietenit cu el după ce au lucrat împreună pentru a o salva pe Molly când a rămas prinsă într-o mașinărie de compost.

### Secundare
Cetățenii din Brighton
- Andrea Davenport (pronunțat An-drea) - este rivala lui Molly devenită autoproclamată BFF. Este foarte sensibilă la modul în care îi este pronunțat prenumele și este cea mai populară fată din școală. În ciuda succesului ei, pare nefericită uneori, dorind cu disperare atenția părinților ei ocupați. Pe măsură ce serialul progresează, Andrea se dovedește a fi mai grijulie față de ceilalți oameni, cum ar fi în episodul „Acasă e unde ți-e Fantoma”, când a început o strângere de fonduri pentru a salva casa familiei McGee, considerând-o pe Molly prietena ei, precum și „Davenport la Comandă”, când și-a închis aplicația după ce a aflat că amenința alte afaceri și „Davenport dă faliment”, când a aflat că personalitatea ei online ar trebui să fie adevărata ei personalitate și că ar trebui să ia o pauză de la social media.
- Sheela - este prietena tocilară a lui Molly.
- Kat - este prietena dulce cu părul roz a lui Molly.
- Domnișoara Picioruș - este profesoara constant nervoasă a lui Molly.
- Doamna Roop - este profesoară la Brighton Middle School. Are o soție, Pam, menționată în „Nicio faptă bună”.
- Patty - este un cetățean în vârstă care se împrietenește rapid cu Molly.
- Primarul Brunson - este primarul orașului Brighton.
- Leah Stein-Torres - este mama și tot odată prietena lui Libby. Ea este „fanul numărul 1” al propriei sale fiice. Dna Stein-Torres deține o librărie numită Book Marks the Spot.
- Directorul O'Connor - este directorul Brighton Middle School. Deși bine intenționat, natura lui crispată nu îl face prea îndrăgit de către studenți și el este adesea ținta farselor lui Darryl.
- Irving Iluzionistul - este un magician de stradă care simte un fior inexplicabil la orice trecător care îl vede cu una din scamatoriile lui, care, până acum, implică în principal cărți, monede și confetti.
- Larry Ciudatul - este proprietarul unui amanet ale cărui moduri excentrice tind să sperie pe oricine din cauza faptului că tinde să ceară favoruri incomode, cum ar fi perioada în care a avut nevoie de ajutor pentru a-și găsi și prinde iubitul lui pet sconc Vera.
- Maxwell Davenport - este proprietarul unui magazin local și tatăl îngâmfat și ego-centric al Andreei, care este obsedat de rețelele sociale.
- Doamna Davenport - este soția lui Maxwell și mama Andreei.
- Joanie Pataky - este reporterul de știri din Brighton.
- Adia - este prima cea mai bună prietenă a lui Scratch pe când acesta era în viață, până în momentul în care ea s-a mutat din Brighton. Adia apare doar prin amintirile lui Scratch în „Sucul amintirii” și „All in The Mind”.

Familia Chen
Familia Chen este o familie chinezo-americană de vânători de fantome, ei au fost introduși în sezonul 2.
- Oliver „Ollie” Chen - este crush-ul lui Molly și fratele mai mare al lui June. Ollie este specialistul în cercetare al vânătorii lor de fantome. El este și vegetarian. A aflat despre existența lui Scratch în „Vreau să Dansez cu Ollie”, și s-a împrietenit cu el după ce și-a dat seama că nu toate fantomele sunt rele în „Spaimele Nopții în Oraș”.
- Juniper „June” Chen - este sora mai mică a lui Ollie și un inventator. Ea are autism, la fel ca și actrița ei vocală și are un obicei de brutal de onestă. Ea este specialista în tehnologie din familia ei și își folosește numeroasele sale invenții pentru îi ajuta în vânătoarea de fantome.
- Esther Chen - este mama lui Ollie și June. Esther este se ocupă de partea video și grafică pentru vânătoarea lor de fantome.
- Ruben Chen - este tatăl lui Ollie și June. Ruben este investigatorul principal al vânătorii lor de fantome, și-a a început profesia după o întâlnire cu o fantomă în copilărie.

## Dublaj în limba română
| Caracter                   | voce                        |
| -------------------------- | --------------------------- |
| Molly McGee                | Tamara Dodoc                |
| Scratch                    | Alexandru Mike Gheorghiu    |
| Pete McGee                 | Tomi Cristin                |
| Sharon McGee               | Ioana-Dominique de Hillerin |
| Darryl McGee               | Andrei Tomi                 |
| Libby                      | Raluca Botez                |
| Andrea                     | Anca Iliese                 |
| Bunica Nin                 | Mioara Ifrim                |
| Geoff                      | George Eugen Morcov         |
| Patty                      | Olimpia Mălai               |
| Doamna Roop                | Olimpia Mălai               |
| Grimbella                  | Olimpia Mălai               |
| Dna Stein-Torres           | Olimpia Mălai               |
| Domnișoara Picioruș        | Ana Bianca Popescu          |
| Gertrude                   | Ana Bianca Popescu          |
| Primarul Brunson           | Ciprian Cojenel             |
| Director O'Connor          | Ciprian Cojenel             |
| Bartolomeu                 | Mihai Munteniță             |
| Jeff                       | Mihai Munteniță             |
| Sheela                     | Maria Alexievici            |
| Kat                        | Ilinca Tiron-Micșunescu     |
| Domnul Davenport           | Ionut Virgil Aioanei        |
| Sir Allister               | Ionut Virgil Aioanei        |
| Sonia                      | Adina-Andrei Lucaciu        |
| Octavius (ep. 26)          | Adina-Andrei Lucaciu        |
| Jeremy                     | David Ștefan                |
| Larry Ciudatul             | Tudor Morgovan-Cristescu    |
| Doctorul (ep. 15)          | Carmen Palcu                |
| Linda                      | Carmen Palcu                |
| Jinx                       | Gabriela Valentir           |
| Jogger (ep. 3)             | Theodora Stancu             |
| Pango (ep. 15)             | Silvia Gâscă                |
| Bobby Daniels (ep. 15)     | Vlad Rădescu                |
| Cornelius Brunson (ep. 16) | Ionuț Burlan                |
| Reggie (ep. 16)            | Emanuel Bighe               |
| Perry (ep. 18)             | Tudor Dobrescu              |
| Candace (ep. 18)           | Adriana Raluca Bordeanu     |
| Hidalgo (ep. 18)           | Lucian Ionescu              |
| Lord Ruină (ep. 26)        | Elias Musuret               |
| cetățenii din Brighton     | Bianca Popescu              |
| cetățenii din Brighton     | Florian Ghimpu              |
| cetățenii din Brighton     | Raul Stănulescu             |
| alte voci                  | Adriana Raluca Bordeanu     |
| alte voci                  | Carmen Palcu                |
| alte voci                  | Gabriela Bobeș              |
| alte voci                  | Viorel Iones                |
| alte voci                  | Olimpia Mălai               |
| alte voci                  | Mihai Munteniță             |
| alte voci                  | Ionuț Grama                 |
| alte voci                  | Andreea Istrate             |
| alte voci                  | Adina Lucaciu               |
| alte voci                  | David Ștefan                |

## Episoade
| Premiera originală | Premiera în România            | N/o | Titlu român                         | Titlu englez                          |
| ------------------ | ------------------------------ | --- | ----------------------------------- | ------------------------------------- |
|                    |                                |     |                                     |                                       |
| PRIMUL SEZON       |                                |     |                                     |                                       |
|                    |                                |     |                                     |                                       |
| 01.10.2021         | 14.03.2022                     | 1   | Blestemul                           | The Curse                             |
| 01.10.2021         | 14.03.2022                     | 1   | Teama de prima zi                   | First Day Frights                     |
|                    |                                |     |                                     |                                       |
| 02.10.2021         | 15.03.2022                     | 2   | Harriet cea urlătoare               | Howlin' Harriet                       |
| 02.10.2021         | 15.03.2022                     | 2   | Supranatural                        | The (Un)natural                       |
|                    |                                |     |                                     |                                       |
| 09.10.2021         | 16.03.2022                     | 3   | Să reunim trupa                     | Getting the Band(shell) Back Together |
| 09.10.2021         | 16.03.2022                     | 3   | Cel mai tare concert                | The Greatest Concert Ever             |
|                    |                                |     |                                     |                                       |
| 16.10.2021         | 17.03.2022                     | 4   | Mama se descurcă                    | Mama's Gotta Hustle                   |
| 16.10.2021         | 17.03.2022                     | 4   | Aplauze pentru Mollywood!           | Hooray for Mollywood!                 |
|                    |                                |     |                                     |                                       |
| 23.10.2021         | 18.03.2022                     | 5   | Abe cel nu prea cinstit             | Not So Honest Abe                     |
| 23.10.2021         | 18.03.2022                     | 5   | Cele mai bune Nin-tenții            | The Best of Nin-tensions              |
|                    |                                |     |                                     |                                       |
| 30.10.2021         | 21.03.2022                     | 6   | Mazel Tov, Libby!                   | Mazel Tov, Libby!                     |
| 30.10.2021         | 21.03.2022                     | 6   | Nicio faptă bună                    | No Good Deed                          |
|                    |                                |     |                                     |                                       |
| 06.11.2021         | 22.03.2022                     | 7   | Dansul Napilor                      | The Turnip Twist                      |
| 06.11.2021         | 22.03.2022                     | 7   | Am spus nu                          | All Systems No                        |
|                    |                                |     |                                     |                                       |
| 13.11.2021         | 23.03.2022                     | 8   | Un dezastru monumental              | Monumental Disaster                   |
| 13.11.2021         | 23.03.2022                     | 8   | Spectacolul de talente              | Talent Show                           |
|                    |                                |     |                                     |                                       |
| 20.11.2021         | 25.03.2022                     | 9   | Păstrăm secretul                    | Scratch the Surface                   |
| 20.11.2021         | 25.03.2022                     | 9   | Întrecerea celor mai buni prieteni  | Friend-Off                            |
|                    |                                |     |                                     |                                       |
| 27.11.2021         |                                | 10  | Festivalul Luminilor                | Festival of Lights                    |
| 27.11.2021         | Să salvăm Crăciunul            | 10  | Saving Christmas                    |                                       |
|                    |                                |     |                                     |                                       |
| 12.02.2022         |                                | 11  | Prințesa Gheții                     | Ice Princess                          |
| 12.02.2022         | Pe locuri, Fiți gata de zăpadă | 11  | Ready, Set, Snow!                   |                                       |
|                    |                                |     |                                     |                                       |
| 19.11.2022         | 24.03.2022                     | 12  | Seara de jocuri                     | Game Night                            |
| 19.11.2022         | 24.03.2022                     | 12  | Răufăcătoarea                       | The Don't-Gooder                      |
|                    |                                |     |                                     |                                       |
| 26.02.2022         |                                | 13  | Nevinovat până la fantoma contrarie | Innocent Until Proven Ghostly         |
| 26.02.2022         | Probleme cu Gemenii            | 13  | Twin Trouble                        |                                       |
|                    |                                |     |                                     |                                       |
| 05.03.2022         |                                | 14  | Să-mpaci și capra și varza          | Goat Your Own Way                     |
| 05.03.2022         | O Fantomă foarte flămândă      | 14  | A Very Hungry Ghost                 |                                       |
|                    |                                |     |                                     |                                       |
| 12.03.2022         |                                | 15  | Tactici de speriat                  | Scare Tactics                         |
| 12.03.2022         | Bobby Daniels, un băiat rău    | 15  | The Bad Boy Bobby Daniels           |                                       |
|                    |                                |     |                                     |                                       |
| 11.06.2022         |                                | 16  | Primarul Mcgee                      | Citizen McGee                         |
| 11.06.2022         | Stagiatura                     | 16  | The Internship                      |                                       |
|                    |                                |     |                                     |                                       |
| 18.06.2022         |                                | 17  | Bănuțul Norocos                     | The Lucky Penny                       |
| 18.06.2022         | Pericol la Subsol              | 17  | Lock, Stock, and Peri               |                                       |
|                    |                                |     |                                     |                                       |
| 25.06.2022         |                                | 18  | Afară din Casă și de Acasă          | Out of House and Home                 |
| 25.06.2022         | Acasă e unde ți-e Fantoma      | 18  | Home is Where the Haunt Is          |                                       |
|                    |                                |     |                                     |                                       |
| 02.07.2022         |                                | 19  | Îți arăt că îmi Pasă                | Scaring is Caring                     |
| 02.07.2022         | O Noapte Albă                  | 19  | All Night Plight                    |                                       |
|                    |                                |     |                                     |                                       |
| 09.07.2022         |                                | 20  | Gata cu Joaca                       | The Jig is Up                         |
| 09.07.2022         | Molly vs. Lumea Fantomelor     | 20  | Molly vs. The Ghost World           |                                       |
|                    |                                |     |                                     |                                       |
| SEZONUL 2          |                                |     |                                     |                                       |
|                    |                                |     |                                     |                                       |
| 01.04.2023         | 16.10.2023                     | 21  | Noul (Para)Normal                   | The New (Para)Normal                  |
|                    |                                |     |                                     |                                       |
| 08.04.2023         | 17.10.2023                     | 22  | Spiritul de Cărți                   | Book Marks the Sprite                 |
| 08.04.2023         | 17.10.2023                     | 22  | Darryl la Dublu, Pericol la Dublu   | Double, Double, Darryl & Trouble      |
|                    |                                |     |                                     |                                       |
| 15.04.2023         | 18.10.2023                     | 23  | Arta Pierderii de Timp              | Faint of Art                          |
| 15.04.2023         | 18.10.2023                     | 23  | Sucul amintirii                     | A Soda to Remember                    |
|                    |                                |     |                                     |                                       |
| 22.04.2023         | 19.10.2023                     | 24  | O Perioadă Specială                 | A Period Piece                        |
| 22.04.2023         | 19.10.2023                     | 24  | Mereu e Soare în Sunnyland          | It's Always Sunny in Sunnyland        |
|                    |                                |     |                                     |                                       |
| 29.04.2023         | 20.10.2023                     | 25  | Vreau să Dansez cu Ollie            | I Wanna Dance with Some-Ollie         |
| 29.04.2023         | 20.10.2023                     | 25  | Davenport la Comandă                | Davenport's on Demand                 |
|                    |                                |     |                                     |                                       |
| 06.05.2023         | 23.10.2023                     | 26  | Păpușa Malefică                     | A Doll to Die For                     |
| 06.05.2023         | 23.10.2023                     | 26  | Spiritul Petrecerii                 | The (After)life of the Party          |
|                    |                                |     |                                     |                                       |
| 13.05.2023         | 24.10.2023                     | 27  | Spaimele Nopții în Oraș             | Frightmares on Main Street            |
|                    |                                |     |                                     |                                       |
| 20.05.2023         | 25.10.2023                     | 28  | Să Dezbântuim Locul                 | The Unhaunting of Brighton Video      |
| 20.05.2023         | 25.10.2023                     | 28  | 100% Molly McGee                    | 100% Molly McGee                      |
|                    |                                |     |                                     |                                       |
| 08.07.2023         | 26.10.2023                     | 29  | Rechinul Imaginației                | All Shark No Bite                     |
| 08.07.2023         | 26.10.2023                     | 29  | Nin-dependența                      | Nin-dependence                        |
|                    |                                |     |                                     |                                       |
| 15.07.2023         | 27.10.2023                     | 30  | Așa Tată Așa Libby                  | Like Father Like Libby                |
| 15.07.2023         | 27.10.2023                     | 30  | Tatăl Dansator                      | Dance Dad Revolution                  |
|                    |                                |     |                                     |                                       |
| 22.07.2023         | 19.02.2024                     | 31  | Cuvântul Magic                      | Jinx!                                 |
| 22.07.2023         | 19.02.2024                     | 31  | Jocul cu Napi                       | Let's Play Turnipball                 |
|                    |                                |     |                                     |                                       |
| 29.07.2023         | 19.02.2024                     | 32  | Fantoma este Molly McGee            | The Ghost IS Molly McGee              |
| 29.07.2023         | 19.02.2024                     | 32  | În Mintea lui Scratch               | All in the Mind                       |
|                    |                                |     |                                     |                                       |
| 05.08.2023         | 20.02.2024                     | 33  | Eroii Carbon Zero                   | Carbon Zero Heroes                    |
| 05.08.2023         | 20.02.2024                     | 33  | Davenport dă faliment               | Davenport's in Demise                 |
|                    |                                |     |                                     |                                       |
| 12.08.2023         | 20.02.2024                     | 34  | Pânza Minciunilor                   | Web of Lies                           |
| 12.08.2023         | 20.02.2024                     | 34  | Steaua Căzătoare a lui Kenny Star   | Kenny's Falling Star                  |
|                    |                                |     |                                     |                                       |
| 28.10.2023         | 21.02.2024                     | 35  | Bun venit la NecroComic-Con         | Welcome to NecroComic-Con             |
| 28.10.2023         | 21.02.2024                     | 35  | Ziarul Școlii                       | Fit to Print                          |
|                    |                                |     |                                     |                                       |
| 04.11.2023         | 21.02.2024                     | 36  | Valea Veselă                        | Smile Valley Farm                     |
| 04.11.2023         | 21.02.2024                     | 36  | Gestul Grandios                     | The Grand Gesture                     |
|                    |                                |     |                                     |                                       |
| 11.11.2023         | 22.02.2024                     | 37  | Numeroasele Vieți ale lui Scratch   | The Many Lives of Scratch             |
| 11.11.2023         | 22.02.2024                     | 37  | Magician pentru o zi                | Alaka-Sham!                           |
|                    |                                |     |                                     |                                       |
| 18.11.2023         | 22.02.2024                     | 38  | F.F.N.!                             | F.O.N.A.A.!                           |
| 18.11.2023         | 22.02.2024                     | 38  | Să-nceapă Jocul                     | Game On                               |
|                    |                                |     |                                     |                                       |
| 01.12.2023         |                                | 39  |                                     | White Christmess                      |
| 01.12.2023         | Perfect Day                    | 39  |                                     |                                       |
|                    |                                |     |                                     |                                       |
| 13.01.2024         | 23.02.2024                     | 40  |                                     | Jinx vs. The Human World              |
| 13.01.2024         | 23.02.2024                     | 41  |                                     | The End                               |